# 鳳鳴橋
鳳鳴橋（ほうめいばし、ほうめいはし）は、富山県高岡市市街地西側を流れる千保川に架り、同市川原本町と金屋本町を結ぶ橋。1953年（昭和28年）5月29日に供用開始された。

## 概要・歴史
富山県道64号高岡氷見線の一部であり、片側2車線で長さ28.38m、幅員21.8m。歩道は1984年（昭和59年）に増設されたもので、両歩道中間部に金色の鳳凰像を設置したテラスがあり、そのため橋中央部の幅員は25.6mある。
加賀藩の2代藩主前田利長が高岡開町の際、町名を中国の詩経の一節である「鳳凰鳴けり、彼（か）の高き岡に。梧桐生ず、彼の朝陽に」より命名しており、鳳鳴橋の名称も1935年（昭和10年）ごろに架けられた初代の木造橋に、この一節の「鳳凰鳴けり」から名付けたものである。また、「鳳凰は梧桐にあらざれば栖まず、竹実にあらざれば食わず」より、梧桐（アオギリ）を欄干上部のデザインに取り入れ、歩道路面は竹の模様をあしらった鋳物板を組み込んだカラータイル舗装である。
また、橋左岸には種別「鋳物師町」として国の重要伝統的建造物群保存地区に選定され、石畳と千本格子造り（地元では「さまのこ」と言う）の街並みが残る金屋町が隣接しており、鳳鳴橋も含め高岡市の観光地のひとつとなっている。これらに由来し歩道を増設した1984年（昭和59年）には、高岡市政100周年を記念し両歩道中央テラスに、向かい合った一対の高さ2.75mの金色鳳凰像を設置した。作者は日展理事長を務めた長崎市出身で、鋳物の町である高岡とも縁の深かった彫刻家富永直樹で、上流側が雄、下流側が雌となっており、夜間はライトアップされる。

## 近隣の施設・名所
- 金屋町（国 重要伝統的建造物群保存地区選定）
  - 高岡市鋳物資料館
  - 旧南部鋳造所のキューポラと煙突
  - 金屋緑地公園
  - 金屋町公民館